# Корінна Гріффіт
Корінна Гріффіт (англ. Corinne Griffith; нар. 21 листопада 1894, Вако, Техас — пом. 13 липня 1979, Санта-Моніка, Каліфорнія) — американська акторка німого кіно, кінопродюсерка та письменниця-автобіографістка, піонерка кінематографа, дуже популярна в 1920-ті. У 1924 році заснувала власну кінокомпанію, яка за чотири роки випустила ряд дуже успішних фільмів. Удостоєна зірки на Голлівудській алеї слави.

## Біографія
Точна дата народження невідома. Найбільш часто згадується 21 листопада 1894 або 1898 року. Корріна народилася у місті Вако, штат Техас, в сім'ї священика-методиста Джона Льюїса Гріффіна і його дружини Емболін. Здобула освіту в школі при монастирі в Новому Орлеані. Після смерті батька Гріффіт з матір'ю оселилася в Санта-Моніці, Каліфорнія. Відомо, що в 1912 році вона провчилася семестр у Техаському університеті.

### Кар'єра
Існує дві версії щодо того, що саме стало стартом кінокар'єри Гріффіт. Одна з них повідомляє, що, після того, як Корінна перемогла на місцевому конкурсі краси, на неї звернув увагу Ролін Стерджен, режисер кінокомпанії «Vitagraph», і запропонував контракт. Проте режисер Кінг Відор в автобіографії згадує про те, що він познайомився з Гріффіт у Техасі приблизно в 1913 році, після чого вона звернулася до нього за рекомендаційним листом і була представлена генеральному директору «Vitagraph».
Так чи інакше, в 1916 році вийшло відразу кілька короткометражок з участю Корінни Гріффіт, і практично відразу її стали запрошувати на головні ролі. На початку кар'єри гонорар акторки становив лише п'ять доларів на день. Перебуваючи на піку популярності, вона отримувала 12 тисяч доларів на тиждень.
Знімаючись в одному зі своїх перших фільмів, комедії під назвою «Гірка солодкість», вона познайомилася з актором Вебстером Кемпбеллом і в 1920 році одружилася з ним. На початку 1920-х Вебстер спробував себе як режисера і зняв Гріффіт у шести картинах. У 1923 році їх шлюб розпався.
У 1922 році Гріффіт розірвала контракт і деякий час знімалася на різних кіностудіях. У 1924 році заснувала власну кінокомпанію, яка проіснувала чотири роки під патронажем «First National Pictures» і випустила ряд дуже успішних фільмів, де головну роль виконувала Корінн Гріффіт — «Польові лілеї», «Ізгої суспільства» та ін. Відомо, що вона брала активну участь у роботі над своїми картинами, не обмежуючись роллю акторки — вносила правки в сценарії, брала участь у підборі акторів і ін.
У 1927 році кінокомпанія Гріффіт припинила існування, і вона підписала контракт з «First National Pictures», випустивши за три роки співпраці сім фільмів. Одним з них була історична драма Френка Ллойда «Божественна леді» (остання німа картина акторки), випущена в 1929 році, яка описує історію кохання адмірала Нельсона і леді Емми Гамільтон. За цю роль в 1930 році Гріффіт була номінована на премію «Оскар».
Кар'єра акторки завершилася з початком ери звукового кіно. В 1930 році, коли її вік наближався до сорока — Гріффіт випустила два звукові фільми, а в 1932 році, після мелодрами «Лілі Христина», пішла з кіно. З того часу вона з'явилася на кіноекрані через 30 років, зігравши другорядну роль у драмі Гьюго Хааса «Алея Парадіз».
Корінну Гріффіт називали «Орхідея кіноекрана».

### Особисте життя
Була одружена чотири рази. У 1924 році, через рік після розлучення з актором Вебстером Кемпбеллом, пошлюбила кінопродюсера Волтера Мороско. Весілля відбулося в мексиканському місті Тіхуана. Вони прожили разом 10 років і розлучилися в 1934 році. У 1936 році поєдналася шлюбом з Престоном Маршаллом, власником футбольного клубу «Вашингтон Редскінз». Подружжя розлучилося через 12 років, у 1958 році.
У 1965 році одружилася з актором Денні Сколл (молодшим майже на 30 років). Через понад місяць після весілля Гріффіт розірвала шлюб — на суді вона стверджувала, що Сколл імпотент і не здатний виконувати подружні обов'язки.
На заході життя Гріффіт випустила п'ять автобіографічних книг. До моменту смерті статок акторки — завдяки прибутковим операціях з нерухомістю — становив понад сто мільйонів доларів.
Корінна Гріффіт померла від серцевого нападу 13 липня 1979 року. Згодом вона була удостоєна зірки на Голлівудській алеї слави.

## Вибрана фільмографія
| Рік  |   | Українська назва | Оригінальна назва | Роль            |
| ---- | - | ---------------- | ----------------- | --------------- |
| 1925 | ф | Сліпе захоплення | Infatuation       | Вайлет Бенкрофт |
| 1929 | ф | Божественна леді | The Divine Lady   | Емма Гарт       |